# Manuel Antonio Mesones Muro (distrito)
Manuel Antonio Mesones Muro é um distrito do Peru, departamento de Lambayeque, localizada na província de Ferreñafe.

## Transporte
O distrito de Manuel Antonio Mesones Muro é servido pela seguinte rodovia:
- LA-113, que liga a cidade ao distrito de Pueblo Nuevo [1][2][3]